# کیلور شرقی، ویکتوریا
کیلور شرقی (به انگلیسی: Keilor East) یک حومه شهر در استرالیا است که در City of Moonee Valley واقع شده‌است.